# Deborah Walley
Deborah Walley (12 de agosto de 1943 – 10 de mayo de 2001) fue una actriz teatral, cinematográfica y televisiva estadounidense, conocida por interpretar el papel del título en Gidget Goes Hawaiian (1961), así como por su trabajo en diferentes filmes del subgénero Beach Party.

## Biografía

### Inicios
Nacida en Bridgeport, Connecticut, sus padres eran las estrellas de patinaje y coreógrafos de los shows Ice Capades Nathan y Edith Walley. Deborah se formó en la Central High School de Bridgeport. A los catorce años de edad actuaba en obras de teatro veraniegas. Durante su período sophomore, estudió en la Rosarian Academy de West Palm Beach, Florida, donde fue elegida para encarnar a Cenicienta en la producción musical anual que el centro representaba en la Royal Poinciana Playhouse de Palm Beach. Más adelante se formó en interpretación en Nueva York, en la American Academy of Dramatic Arts, y en esa misma ciudad comenzó a actuar en el teatro.

### Carrera
Walley fue descubierta por la agente Joyce Selznick en una producción de la obra de Antón Chéjov Las tres hermanas. Gracias a ello pudo debutar en el cine como Gidget en la película de 1961 Gidget Goes Hawaiian. Desde entonces, y hasta 1974, actuó en quince largometrajes, incluyendo varios del subgénero Beach Party producidos por American International Pictures. Ella actuó también en la cinta de Elvis Presley Spinout.
En 1967, cuando su carrera en el cine empezaba a decaer, Walley encarnó a Suzie Hubbard Buell en la serie de humor The Mothers-in-Law, en la cual Eve Arden actuaba como su madre y Kaye Ballard como su suegra. La actriz Kay Cole había encarnado a Suzie en el episodio piloto, pero fue reemplazada por Walley, que interpretó el papel a lo largo de las dos temporadas del programa.
Tras mudarse a Sedona, Arizona, para criar a sus hijos, Walley fue cofundadora de dos compañías teatrales infantiles, Pied Piper Productions y Sedona Children's Theatre.

### Vida personal
Desde 1962 a 1966, Walley estuvo casada con el actor John Ashley, uno de los protagonistas de la serie de la ABC Straightaway entre 1961 y 1962. La pareja tuvo un hijo, Anthony Brooks Ashley. 
Deborah Walley falleció en 2001, a causa de un cáncer de esófago, en Sedona. Tenía 59 años de edad. Sus restos fueron incinerados. Le sobrevivieron sus dos hijos: Anthony Brooks Ashley, director, editor y productor en Hollywood; y Justin Ashley Reynolds, empresario de Internet en Phoenix, Arizona.

## Filmografía
| Año       | Título                              | Papel                                | Notas                                                      |
| --------- | ----------------------------------- | ------------------------------------ | ---------------------------------------------------------- |
| 1960      | Naked City                          | Heather Weston                       | Episodio: "To Walk in Silence"                             |
| 1960      | Route 66                            | Helen Page                           | Episodio: "Ten Drops of Water"                             |
| 1961      | Gidget Goes Hawaiian                | Gidget (Frances Lawrence)            |                                                            |
| 1962      | Bon Voyage!                         | Amy Willard                          |                                                            |
| 1963      | Summer Magic                        | Julia Carey                          |                                                            |
| 1964      | Burke's Law                         | Gwenny Trent                         | Episodio: "Who Killed Andy Zygmunt?"                       |
| 1964      | The Greatest Show on Earth          | Anne                                 | Episodio: "This Train Don't Stop Till It Gets There"       |
| 1964      | The Young Lovers                    | Debbie                               |                                                            |
| 1964      | Wagon Train                         | Nancy Styles                         | Episodio: "The Nancy Styles Story"                         |
| 1965      | Beach Blanket Bingo                 | Bonnie Graham                        |                                                            |
| 1965      | Ski Party                           | Linda Hughes                         |                                                            |
| 1965      | Sergeant Deadhead                   | Lucy Turner                          |                                                            |
| 1965      | Dr. Goldfoot and the Bikini Machine | Acompañante de la cafetería de Craig |                                                            |
| 1966      | The Ghost in the Invisible Bikini   | Lili Morton                          |                                                            |
| 1966      | Gomer Pyle, U.S.M.C.                | Tina Tracy                           | Episodio: "Lies, Lies, Lies"                               |
| 1966      | Spinout                             | Les                                  |                                                            |
| 1966      | The Bubble                          | Katherine                            |                                                            |
| 1967      | It's a Bikini World                 | Delilah Dawes                        |                                                            |
| 1967-1969 | The Mothers-in-Law                  | Suzie Hubbard Buell                  | 56 episodios                                               |
| 1970      | El virginiano                       | Corey Ann Skeet                      | Episodio: "With Love, Bullets and Valentines"              |
| 1971      | Drag Racer                          | Chris                                |                                                            |
| 1972      | Love, American Style                | Nina                                 | Episodio: "Love and the Anxious Mama"                      |
| 1973      | The Severed Arm                     | Teddy Rogers                         |                                                            |
| 1974      | Benji                               | Linda                                |                                                            |
| 1978      | The Hardy Boys/Nancy Drew Mysteries | Gina Bartelli                        | Episodio: "Mystery on the Avalanch Express"                |
| 1986      | Simon & Simon                       | Gigi Dolores                         | Episodio: "The Last Big Break"                             |
| 1989      | Chip 'n Dale: Rescue Rangers        | Lahwhinie (voz)                      | Episodio: "Gadget Goes Hawaiian"                           |
| 1990      | Chip 'n Dale: Rescue Rangers        | Buffy Ratskiwatski / Foxglove (voz)  | Episodio: "Out of Scale" Episodio: "Good Times, Bat Times" |
| 1999      | Baywatch                            | Ethel                                | Episodio: "Baywatch Grand Prix"                            |

## Premios
Walley fue nombrada Actriz Más Popular de 1961 por la revista Photoplay.